# امامزاده روح‌الله
امامزاده روح‌الله مربوط به سدهٔ ۹ ه.ق است و در شهرستان آمل، بخش لاریجان، روستای دینان واقع شده و این اثر در تاریخ ۷ مرداد ۱۳۸۲ با شمارهٔ ثبت ۹۳۵۸ به‌عنوان یکی از آثار ملی ایران به ثبت رسیده است.